# Lijst van trainers van KSV Waregem
Deze lijst omvat de voetbalcoaches die de Belgische club KSV Waregem hebben getraind vanaf 1946 tot 2001.
| Seizoen | Trainer(s)                                        |
| ------- | ------------------------------------------------- |
| 2000/01 | Prudent Bettens & Daniël Declerck Stanley Bollen  |
| 1999/00 | Marc Millecamps                                   |
| 1998/99 | Leo Van Der Elst Gilbert De Groote                |
| 1997/98 | Dennis De Tandt Gerrit Laverge Jerko Tipurić      |
| 1996/97 | Jerko Tipurić André Van Maldeghem Marc Millecamps |
| 1995/96 | André Van Maldeghem Aimé Anthuenis                |
| 1994/95 | Aimé Anthuenis                                    |
| 1993/94 | Henk Houwaart Gerrit Laverge Paul Theunis         |
| 1992/93 | Paul Theunis                                      |
| 1991/92 | Paul Theunis René Verheyen                        |
| 1990/91 | René Verheyen                                     |
| 1989/90 | René Verheyen Marc Millecamps Urbain Haesaert     |
| 1988/89 | Urbain Haesaert                                   |
| 1987/88 | Urbain Haesaert                                   |
| 1986/87 | Urbain Haesaert                                   |
| 1985/86 | Urbain Haesaert                                   |
| 1984/85 | Urbain Haesaert                                   |
| 1983/84 | Urbain Haesaert                                   |
| 1982/83 | Sándor Popovics                                   |
| 1981/82 | Sándor Popovics                                   |
| 1980/81 | Hans Croon                                        |
| 1979/80 | Hans Croon                                        |
| 1978/79 | Julien Van Bever André Van Maldeghem              |
| 1977/78 | André Van Maldeghem                               |
| 1976/77 | André Van Maldeghem                               |
| 1975/76 | André Van Maldeghem                               |
| 1974/75 | Rik Matthijs                                      |
| 1973/74 | Hans Croon                                        |
| 1972/73 | Hans Croon                                        |
| 1971/72 | Freddy Chaves                                     |
| 1970/71 | Freddy Chaves                                     |
| 1969/70 | Freddy Chaves                                     |
| 1968/69 | André Van Maldeghem Freddy Chaves                 |
| 1967/68 | Freddy Chaves                                     |
| 1966/67 | Freddy Chaves                                     |
| 1965/66 | Marcel Decorte                                    |
| 1964/65 | Marcel Decorte                                    |
| 1963/64 | Marcel Decorte                                    |
| 1962/63 | Marcel Decorte                                    |
| 1961/62 | Marcel Decorte                                    |
| 1960/61 | John Van Alphen                                   |
| 1959/60 | Jeroom Burssens                                   |
| 1958/59 | Jeroom Burssens                                   |
| 1957/58 | Jeroom Burssens                                   |
| 1956/57 | Freddy Chaves                                     |
| 1955/56 | Freddy Chaves                                     |
| 1954/55 | Freddy Chaves                                     |
| 1953/54 | Marcel Vercammen                                  |
| 1952/53 | Marcel Vercammen                                  |
| 1951/52 | Marcel Vercammen                                  |
| 1950/51 | Marcel Vercammen                                  |
| 1949/50 | Alfons De Winter                                  |
| 1948/49 | Willy Stejskal                                    |
| 1947/48 | Jean Bruneau                                      |
| 1946/47 | Jean Bruneau                                      |